# Partyzantka miejska

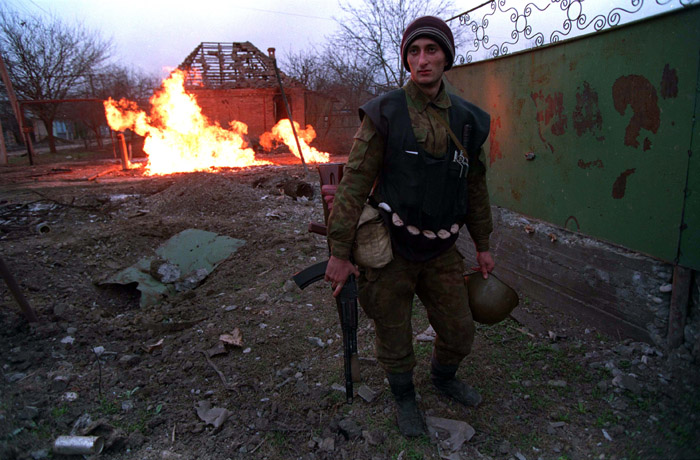
Czeczeński partyzant w czasie szturmu Groznego (styczeń 1995)

Miejska partyzantka – typ taktyk partyzanckich, które rozwinęły się w drugiej połowie XX wieku, w celu prowadzenia walki zbrojnej w terenie zurbanizowanym. Ten typ walki był często wykorzystywany do walki rewolucyjnej, antykolonialnej lub antyrządowej. Stworzenie terminu „miejska partyzantka” przypisuje się brazylijskiemu rewolucjoniście Carlosowi Marighelli w drugiej połowie lat 60. XX wieku, ale podobne metody walki byłe stosowane też wcześniej. Początkowo miejska partyzantka była stosowana do walki przeciw latynoamerykańskim juntom wojskowym, ale z czasem zaczęła być stosowana przez europejskich rewolucjonistów (np. Frakcja Czerwonej Armii, ETA czy Czerwone Brygady) i organizacje narodowowyzwoleńcze (np. w Algierskiej wojnie o niepodległość).

## Teoria i historia miejskiej partyzantki
Miejska partyzantka występuje na terenach uprzemysłowionych i tam, gdzie istnieją duże aglomeracje, ponieważ łatwo w nich o kryjówkę.
Michael Collins, dowódca Irlandzkiej Armii Republikańskiej (IRA) jest często uważany za ojca współczesnej miejskiej partyzantki. W kwietniu 1919 roku w Dublinie powołał specjalną jednostkę The Squad (IRA) w celu odnajdywania i eliminowania agentów brytyjskiego wywiadu działającego w tym mieście. Jednostka ta może być uznana za pierwszy oddział miejskiej partyzantki.

## Historyczne przykłady
Argentyna
- Montoneros
- Rewolucyjna Armia Ludu – Ejército Revolucionario del Pueblo (ERP)

Bangladesz
- Partyzantka z Dhaki podczas wojny między Pakistanem i Bangladeszem w 1971 roku

Belgia
- Cellules Communistes Combattantes (CCC)
- Front Revolutionaire d' Action Prolétarienne (FRAP)

Chile
- Frente Patriótico Manuel Rodríguez (FPMR)
- Movimiento de Izquierda Revolucionaria (MIR)

Etiopia
- Ethiopian People’s Revolutionary Party

Francja
- Akcja Bezpośrednia
- Front Narodowego Wyzwolenia Korsyki (FLNC)

Hiszpania
- ETA
- Terra Lliure
- GRAPO
- Resistência Galega
- Arxiu
- Exèrcit Popular Català
- Escamots Autònoms d´Alliberament
- Hermanos Quero
- Front d'Alliberament de Catalunya
- Organització de la Lluita Armada
- Exército Guerrilheiro do Povo Galego Ceive
- Liga Armada Galega
- Fuerzas Armadas Guanches
- Andecha Obrera

Irak
- Iraccy powstańcy

Irlandia
- Irlandzka Armia Republikańska
- Prawdziwa Irlandzka Armia Republikańska

Kanada
- FLQ (Quebec)

Kolumbia
- Ruch 19 Kwietnia (M-19)

Liban
- Hezbollah
- Organizacja Wyzwolenia Palestyny

Malezja
- Komunistyczna Partia Malezji (PKM)

Niemcy
- Ruch 2 Czerwca
- Frakcja Czerwonej Armii (RAF)
- Komórki Rewolucyjne

Nikaragua
- Sandiniści (FSLN)

Palestyna
- Hamas

Somalia
- Hizbul Islam
- Asz-Szabab
- Raskamboni Movement

Stany Zjednoczone
- Symbionese Liberation Army (SLA)
- Weathermen

Urugwaj
- Tupamaros (Urugwaj)

Wielka Brytania
- Scottish National Liberation Army
- Mudiad Amddiffyn Cymru
- An Gof
- Free Wales Army
- Cornish National Liberation Army

Włochy
- Czerwone Brygady (BR)
- Barbagia Rossa
- Gruppi d'Azione Partigiana (GAP)